# آنتونینو آستا
آنتونینو آستا (به ایتالیایی: Antonino Asta) بازیکن فوتبال و مدافع اهل ایتالیا است

## تیم ملی
از سال ۲۰۰۲ میلادی عضو تیم ملی فوتبال ایتالیا بوده و در ۱ بازی ملی حضور داشته‌است. او در بازی‌های ملی‌اش گلی به ثمر نرساند.
آنتونینو آستا آخرین بازی ملی خود را در سال ۲۰۰۲ میلادی انجام داد.